# آپتاون (نیواورلئان)
آپتاون (به انگلیسی: Uptown New Orleans) یک منطقهٔ مسکونی در ایالات متحده آمریکا است که در نیواورلئان واقع شده‌است.